# Nan Cross
Nan Cross (3 tháng 1 năm 1928 - 14 tháng 7 năm 2007) là một nhà hoạt động chống phân biệt chủng tộc và chống bắt bớ người Nam Phi.

## Đầu đời
Cross được sinh ra ở Pretoria, Nam Phi trước thời kỳ Apartheid, khi sự phân biệt chủng tộc hầu như không được chính thức hóa. Cha cô làm luật sư cho Hội đồng thành phố Pretoria. Cross là một thành viên trọn đời của Giáo hội Baptist, mặc dù nhà thờ không có lịch sử hoạt động xã hội.
Cô tốt nghiệp trường trung học nữ Pretoria. Cô tốt nghiệp Đại học Rhodes với bằng khoa học xã hội. Cross là một nhân viên xã hội theo nghề nghiệp.

## Hoạt động xã hội
Cross làm việc giữ một số vị trí tại các dự án khác nhau trong sự nghiệp của cô là một nhân viên xã hội. Cô tích cực làm việc Đề án nuôi dưỡng trẻ em châu Phi. Vào ngày 16 tháng 6 năm 1976, Cross đang làm việc tại Soweto cho Hội đồng thành phố Johannesburg, nơi điều hành hội thảo việc làm được che chở ở Orlando. Cô bị mắc kẹt khi bắt đầu cuộc nổi dậy Soweto chống lại chính phủ Nam Phi thời Apartheid. Cô mô tả việc trốn thoát khỏi cuộc bạo loạn Soweto là một "trải nghiệm kinh hoàng".
Cô được mô tả là lặng lẽ, nhưng dũng cảm, cam kết với công bằng xã hội. Cross là một cư dân của Kensington, Johannesburg. Nhà của cô ở Kensington thường được sử dụng làm nơi gặp gỡ của các nhà hoạt động chống phân biệt chủng tộc và chống bắt bớ.